# Nuaillé
Nuaillé település Franciaországban, Maine-et-Loire megyében. Lakosainak száma 1454 fő (2022. január 1.). Nuaillé Chanteloup-les-Bois, Cholet, Mazières-en-Mauges, Toutlemonde, Trémentines és Vezins községekkel határos.

## Népesség
A település népességének változása:
| Lakosok száma | 395  | 1119 | 1261 | 1322 | 1516 | 1510 | 1469 | 1454 | 1443 | 1454 |
|               | 1968 | 1982 | 1990 | 2006 | 2013 | 2015 | 2017 | 2019 | 2020 | 2022 |